# Grimstjärnen (Järna socken, Dalarna, 670930-141227)
Grimstjärnen är en sjö i Vansbro kommun i Dalarna och ingår i Dalälvens huvudavrinningsområde. Sjön har en area på 0,226 kvadratkilometer och ligger 240,3 meter över havet. Sjön avvattnas av vattendraget Lerbäcken. Längs grimstjärns östra sida går en stig vilken leder ut till en udde vid tjärnen. Ute på udden låg tidigare en övernattningskoja vilken revs sommaren 2014 på grund av förfall. På dess plats ligger nu istället en grillplats. Området är ett populärt vandringsstråk för motionärer i Vansbro. I tjärnen finns fisk av arterna gädda, abborre och blankfisk.

## Delavrinningsområde
Grimstjärnen ingår i det delavrinningsområde (671003-141132) som SMHI kallar för Mynnar i Västerdalälvens vattendragsyta. Medelhöjden är 252 meter över havet och ytan är 5,37 kvadratkilometer. Det finns inga avrinningsområden uppströms utan avrinningsområdet är högsta punkten. Lerbäcken som avvattnar avrinningsområdet har biflödesordning 3, vilket innebär att vattnet flödar genom totalt 3 vattendrag innan det når havet efter 321 kilometer. Avrinningsområdet består mestadels av skog (58 procent) och sankmarker (35 procent). Avrinningsområdet har 0,3 kvadratkilometer vattenytor vilket ger det en sjöprocent på 5,6 procent.